# The Promise You Made
The Promise You Made è un singolo del gruppo musicale statunitense Cock Robin, pubblicato il 14 febbraio 1986 come estratto dal primo album in studio Cock Robin.
Il singolo ha ottenuto successo a livello mondiale.

## Cover

### Versione di Chris Roberts
Il cantante tedesco Chris Roberts ha realizzato una cover del brano in lingua tedesca il 13 novembre 1997.

### Versione di Kate Ryan
La cantante belga Kate Ryan ha realizzato un'altra cover del brano nel 2004 includendola nel suo album Stronger.

### Versione di Julio Iglesias Jr.
Il cantante spagnolo Julio Iglesias Jr. ha realizzato una terza cover del brano in lingua spagnola con il titolo Promete decir la verdad.